# کلاته بابا
کلاته بابا یک روستا در ایران است که در دهستان باقران واقع شده‌است. کلاته بابا ۱۰ نفر جمعیت دارد.